# Антоњина Зупкова
Антоњина Леонтијевна Зупкова (рус. Антонина Леонтьевна Зубкова; Семјон, код Рјазања, 12. октобар 1920 — Москва, 13. новембар 1950), совјетски пилот-навигатор, учесница Великог отаџбинског рата и херој Совјетског Савеза.

## Биографија
Рођенa je 12. октобра 1920. године у селу Семјон у Рјзањској губернији у Украјинској Совјетској Републици. Потицала је из сељачке породице. Након завршетка средње школе, 1938. године уписала је механику на Математичком факултету Московског државног универзитета. На Универзитету је била члан групе за обуку. Студирала је на истој групи са касније познатим женама-пилотима и херојима Совјетског Савеза — Јевдокијом Паско, Јевгенијом Рудњевном и Јекатерином Рјабовом.
Јуна 1941. године, када је отпочео Велики отаџбински рат, Антоњина је завршила три курса на Универзитету. Након положених испита, послала је писану молбу Централном комитету Комсомола да јој одобре да као добровољац учествује у војним операција, али је била одбијена. Током лета 1941. године учествовала је у раду радног фронта у близини Москве. Након повратка у Москву радила је у бригади која се бавила гашењем запаљивих бомби. Учествовала је и у изградњи одбрамбених утврђења у близини Москве.
Септембра 1941. године наставила је студије, паралелно похађајући војни курс и курс прве помоћи. Почетком октобра, новине су објавиле апел ЦК Комсомола са позивом добровољаца у војску. Антоњина је тада заједно са својих осам другарица са њеног факултета добровољно ступила у Црвену армију. Била је послата на курс авио-навигације у војној пилотској школу „Енгелс”, који је завршила децембра 1942. године. Након тога је ступила у 587. бомбардерски авијацијски пук, чији је командант била Марина Раскова. Касније током рата, овај пук је због својих заслуга добио статуст гардијског и био преименован у 125. гардијски извиђачи и бомбардерски авиопук, који је понео име „Марина Раскова”, јер је она страдала јануара 1943. године. Такође, овај авиопук је био одликован Орденом Суворова и Орденом Кутузова.
Од априла 1943. године борила се на фронтовима Великог отаџбинског рата. Учествовала је са својим авиопуком у одбрани Стаљинграда и потом у борбама у Кубању. За своје подвиге у овим операцијама била је одликована Орденом црвене заставе. Потом је учествовала у борбама на Криму, а након тога је њен авиопук био пребачен на западни фронт, где је учествовао у операцијама за ослобођење Белорусије, балтичких држава и источне Пруске. Током ових борби Антоњина је учествовала у летовима у пару са пилотом Надеждом Федутенко. Године 1944. је постала члан Свесавезне комунистичке партије (бољшевика).
До маја 1945. године учествовала је у преко 50 летова на авиону „Пе-2”, с којим је вршен велики број бомбардовања. Током ратних операција водила је дневник у коме је описивала све своје ратне летове. Као комсомолка, током рата је активно учествовала у вођењу политичких активности у авиопуку. За исказану храброст у ратним операцијама Указом Прездијума Врховног својета СССР-а 18. августа 1945. године је проглашена за хероја Совјетског Савеза.
Септембру 1945. године у чину гардијског капетана Антоњина Зубкова је била демобилисана и пребачена у резерву. Након тога је наставила студије на Универзитету. Године 1948. дипломирала је на Математичком факултету Московског државног универзитета и потом похађала постдипломске студије. Радила је као наставник на Инжењерској ваздухопловној академији „Жуковски”. Живела је у Москви, где је 13. новембра 1950. године трагично настрадала, јер је извршила самоубиство. Сахрањена је на Ваганковском гробљу у Москви.
Антоњина Зубкова је била добитница неколико признања и одликовања Совјетског Савеза. Приликом добијања звања Хероја Совјетског Савеза, аутоматски је била одликована са Орденом Лењина. Поред тога, одликована је Орденом црвене звезде и два Ордена црвене заставе.